# Anomaloppia dispariseta
Anomaloppia dispariseta är en kvalsterart som först beskrevs av Hammer 1958.  Anomaloppia dispariseta ingår i släktet Anomaloppia och familjen Oppiidae. Inga underarter finns listade i Catalogue of Life.